# Sergej Světlov
Sergej Alexandrovič Světlov (rusky Сергей Александрович Светлов, * 17. ledna 1961 v Penze, SSSR) je bývalý ruský hokejový útočník.

## Reprezentace
Reprezentoval Sovětský svaz. Za reprezentaci do 20 let nastoupil na juniorském mistrovství světa v letech 1980 ve Finsku (zlato) a 1981 v SRN (bronz).
V národním týmu poprvé nastoupil 9. března 1980 v přátelském utkání v Tampere proti domácímu Finsku (4:1). Zúčastnil se třikrát mistrovství světa (1985 v Československu – bronz, 1986 na domácím ledě – zlato a 1987 v Rakousku – stříbro), dvakrát Kanadského poháru (1984 – semifinále a 1987 – finále) a olympijského turnaje v Calgary 1988 (zlato). Naposledy hrál za reprezentaci 20. května 1988 přátelský zápas v Tokiu s Japonskem (13:2). Celkem odehrál 154 utkání a vstřelil 57 branek.

### Reprezentační statistiky
| 1980 | SSSR 20 | MS 20 | 5  | 3 | 2 | 5 | 0 |
| 1981 | SSSR 20 | MS 20 | 5  | 3 | 1 | 4 | 2 |
| 1984 | SSSR    | KP    | 6  | 4 | 3 | 7 | 0 |
| 1985 | SSSR    | MS    | 10 | 2 | 4 | 6 | 0 |
| 1986 | SSSR    | MS    | 10 | 3 | 1 | 4 | 4 |
| 1987 | SSSR    | MS    | 10 | 5 | 1 | 6 | 8 |
| 1987 | SSSR    | KP    | 6  | 3 | 2 | 5 | 0 |
| 1988 | SSSR    | OH    | 8  | 2 | 3 | 5 | 6 |

## Kariéra
Celou kariéru v sovětské lize strávil v HC Dynamo Moskva. Příležitost poprvé dostal ve dvou utkáních sezony 1978/79. Jeho role v Dynamu postupem času rostla a vytvořil zde svého času útok s dvojicí Sergej Jašin a Anatolij Semjonov, se kterou hrál i v reprezentaci. Klub opustil v průběhu sezony 1989/90, ale přesto mu náleží z tohoto ročníku mistrovský titul, který celek získal po 36 letech. Světlov odehrál za Dynamo 372 utkání a dal 137 gólů.
V roce 1989 dostali sovětští hokejisté právo odejít do zahraničí, přestože Světlova v roce 1988 draftoval do NHL klub New Jersey Devils, tak se z Dynama vydal na závěr ročníku 1989/90 do maďarského klubu Újpesti TE. V letech 1990–1993 hrál za německý EC Ratingen, se kterým v roce 1992 postoupil do nejvyšší soutěže. V roce 1993 začal oblékat dres Herner EV, kterému dopomohl v první sezoně do 2. ligy a po té následující ukončil kariéru ve věku 34 let.

## Statistika
| Sezona  | Klub            | Soutěž | Základní část | Základní část | Základní část | Základní část | Základní část | Play off | Play off | Play off | Play off | Play off |
| Sezona  | Klub            | Soutěž | Z             | G             | A             | B             | TM            | Z        | G        | A        | B        | TM       |
| ------- | --------------- | ------ | ------------- | ------------- | ------------- | ------------- | ------------- | -------- | -------- | -------- | -------- | -------- |
| 1978/79 | Dynamo Moskva   | SSSR   | 2             | 0             | 0             | 0             | 0             | —        | —        | —        | —        | —        |
| 1979/80 | Dynamo Moskva   | SSSR   | 23            | 9             | 5             | 14            | 0             | —        | —        | —        | —        | —        |
| 1980/81 | Dynamo Moskva   | SSSR   | 48            | 19            | 15            | 34            | 17            | —        | —        | —        | —        | —        |
| 1981/82 | Dynamo Moskva   | SSSR   | 37            | 13            | 13            | 26            | 10            | —        | —        | —        | —        | —        |
| 1982/83 | Dynamo Moskva   | SSSR   | 36            | 11            | 11            | 22            | 10            | —        | —        | —        | —        | —        |
| 1983/84 | Dynamo Moskva   | SSSR   | 38            | 8             | 9             | 17            | 8             | —        | —        | —        | —        | —        |
| 1984/85 | Dynamo Moskva   | SSSR   | 36            | 15            | 11            | 26            | 37            | —        | —        | —        | —        | —        |
| 1985/86 | Dynamo Moskva   | SSSR   | 35            | 15            | 20            | 35            | 20            | —        | —        | —        | —        | —        |
| 1986/87 | Dynamo Moskva   | SSSR   | 36            | 20            | 19            | 39            | 32            | —        | —        | —        | —        | —        |
| 1987/88 | Dynamo Moskva   | SSSR   | 35            | 12            | 18            | 30            | 14            | —        | —        | —        | —        | —        |
| 1988/89 | Dynamo Moskva   | SSSR   | 31            | 12            | 10            | 22            | 21            | —        | —        | —        | —        | —        |
| 1989/90 | Dynamo Moskva   | SSSR   | 15            | 3             | 4             | 7             | 8             | —        | —        | —        | —        | —        |
|         | Dynamo Moskva B | SSSR2  | 6             | 4             | 4             | 8             | 2             | —        | —        | —        | —        | —        |
|         | Újpesti TE      | HUN    | —             | —             | —             | —             | —             | —        | —        | —        | —        | —        |
| 1990/91 | EC Ratingen     | GER2   | 30            | 30            | 31            | 61            | 57            | 15       | 17       | 15       | 32       | 2        |
| 1991/92 | EC Ratingen     | GER2   | 35            | 41            | 42            | 83            | 31            | 9        | 2        | 3        | 5        | 6        |
| 1992/93 | EC Ratingen     | GER    | 28            | 12            | 16            | 28            | 21            | —        | —        | —        | —        | —        |
| 1993/94 | Herner EV       | GER3   | 24            | 34            | 23            | 57            | 6             | 17       | 13       | 14       | 27       | 19       |
| 1994/95 | Herner EV       | GER2   | 6             | 2             | 3             | 5             | 0             | —        | —        | —        | —        | —        |

## Trenérská kariéra
V sezoně 1996/97 vedl EV Landshut v německé lize. V letech 1998–2004 vedl v nižších soutěžích ESV Kaufbeuren. Dalšími působišti byly týmy EHC Lustenau (2. rakouská liga 2005/06), Wölfe Freiburg (3. německá 2006/07), EV Landsberg 2000 (2. německá 2007/08) a Eispiraten Crimmitschau (2. německá 2008/09).
Od roku 2009 působí v KHL, kde vedl Ladu Togliatti, Amur Chabarovsk, Atlant Mytišči a Admiral Vladivostok. Naposledy vedl opět Ladu Togliatti, odkud byl ale 17. září 2015 odvolán a od té doby je bez angažmá.